# Lépine
Lépine ist eine französische Gemeinde mit 289 Einwohnern (Stand: 1. Januar 2022) im Département Pas-de-Calais in der Region Hauts-de-France (vor 2016: Nord-Pas-de-Calais). Sie gehört zum Arrondissement Montreuil und zum Kanton Berck. Die Einwohner werden Lépinois genannt.

## Lage
Die Gemeinde Lépine liegt nahe der Opalküste des Ärmelkanals, zehn Kilometer östlich der Küstenstadt Berck. Nachbargemeinden von Lépine sind Wailly-Beaucamp im Norden, Roussent im Osten, Nempont-Saint-Firmin im Süden, Tigny-Noyelle im Südwesten, Conchil-le-Temple im Westen sowie Verton im Nordwesten. Im Süden reicht das Gemeindegebiet bis an den Fluss Authie, der einen großen Teil seines Laufes die Grenze zum Département Somme markiert. Durch die Gemeinde führt die frühere Route nationale 1 (heutige D901).

## Bevölkerungsentwicklung
| Jahr                       | 1962 | 1968 | 1975 | 1982 | 1990 | 1999 | 2006 | 2013 | 2022 |
| Einwohner                  | 367  | 319  | 268  | 279  | 296  | 297  | 283  | 271  | 289  |
| Quellen: Cassini und INSEE |      |      |      |      |      |      |      |      |      |

## Sehenswürdigkeiten
- Kirche Nativité-Notre-Dame aus dem 15. Jahrhundert
- Schloss Le Puits-Bérault aus dem 19. Jahrhundert
- Wasserturm

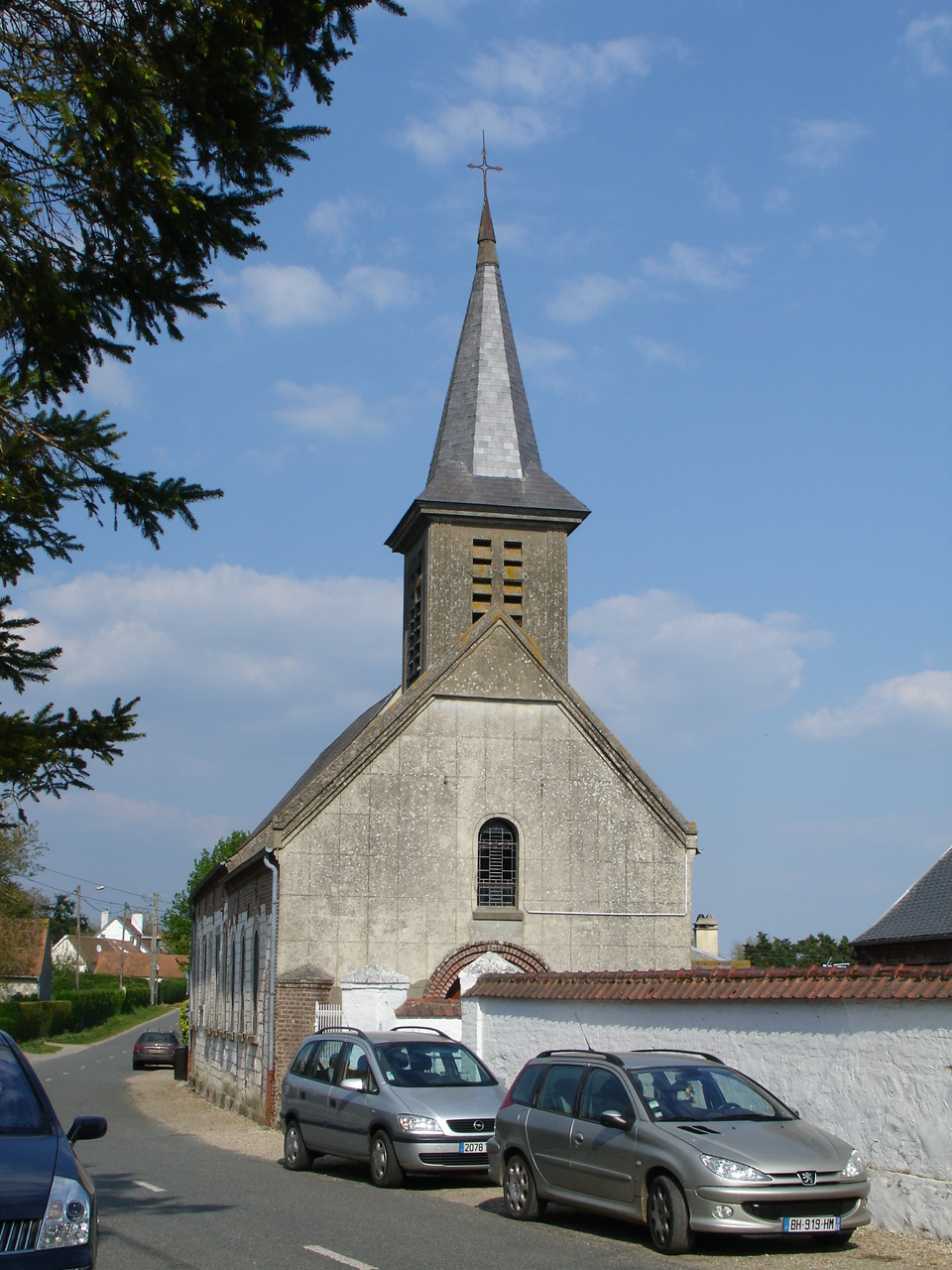
Kirche Nativité-Notre-Dame
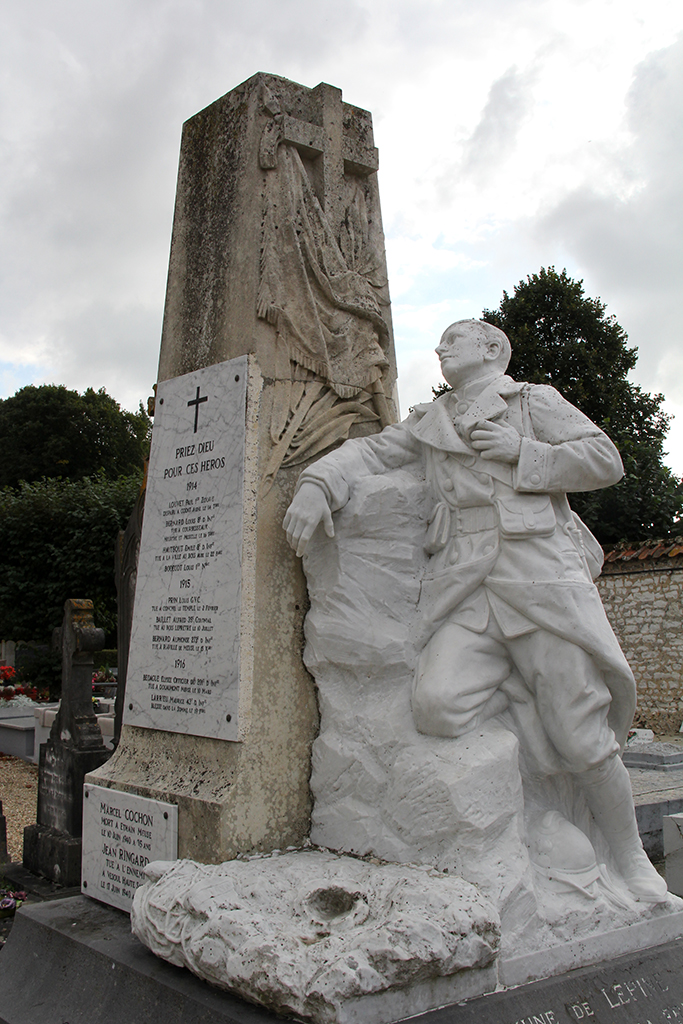
Gefallenendenkmal